# Théodore Dubois
François Clément Théodore Dubois (født 24. august 1837 i Rosnay, Marne, død 11. juni 1924 i Paris) var en fransk komponist.
Dubois studerede ved Conservatoire de Paris hos Antoine François Marmontel, François Bazin, François Benoist og Ambroise Thomas. Han modtog i 1861 Prix de Rome, fra 1855 blev han organist Invalidekirken og i 1859 kordirigent ved Skt. Clotilde, mens César Franck spillede der. Fra 1877 til 1896 virkede han som organist ved Madeleinekirken. Fra 1871 var han harmonilærer og fra 1896 rektor for konservatoriet i Paris.
Dubois komponerede fem operaer, tre symfonier, en ballet og to oratorier (Die sieben Worte Christi og Das verlorene Paradies), orkestersuiter, en klaverkoncert, symfoniske digte, strygerkvartetter, messer, motetter, klavier- og orgelstykker samt sange.
Han søn var arkæologen Charles Dubois (1877–1965).

## Udvalgte værker
- "Fransk" Symfoni (nr. 1) (1908) - for orkester
- Symfoni nr. 2 (1912) - for orkester
- Symfoni nr. 3 (1923) - for orkester
- "Bevis for en" (1863) - opera serie
- "Emirens Guzla" (1873) - opera
- "Brunt brød" (1879) - opera
- "Farandolen" (1883) - ballet
- Xavière (1895) - opera
- "Cirklede" (1896) - opera

## Skrifter
- Traité de contrepoint et de fugue
- Traité d'harmonie théorique et practique